# Charza žlutohrdlá
Charza žlutohrdlá neboli kuna charza (dříve též kuna čtverobarvá; Martes flavigula) je velká, pestře zbarvená lasicovitá šelma, žijící ve východní a jižní Asii. Název charza pochází z tunguzských jazyků, zřejmě z nanajštiny. Je to všežravý živočich, který žije v malých skupinách. Dokáže ulovit i poměrně velká zvířata, ale zároveň velkou část jejího jídelníčku tvoří rostlinná strava. Není nijak zvlášť ohrožená, proto ji Mezinárodní svaz ochrany přírody vede jako druh málo dotčený.

## Popis

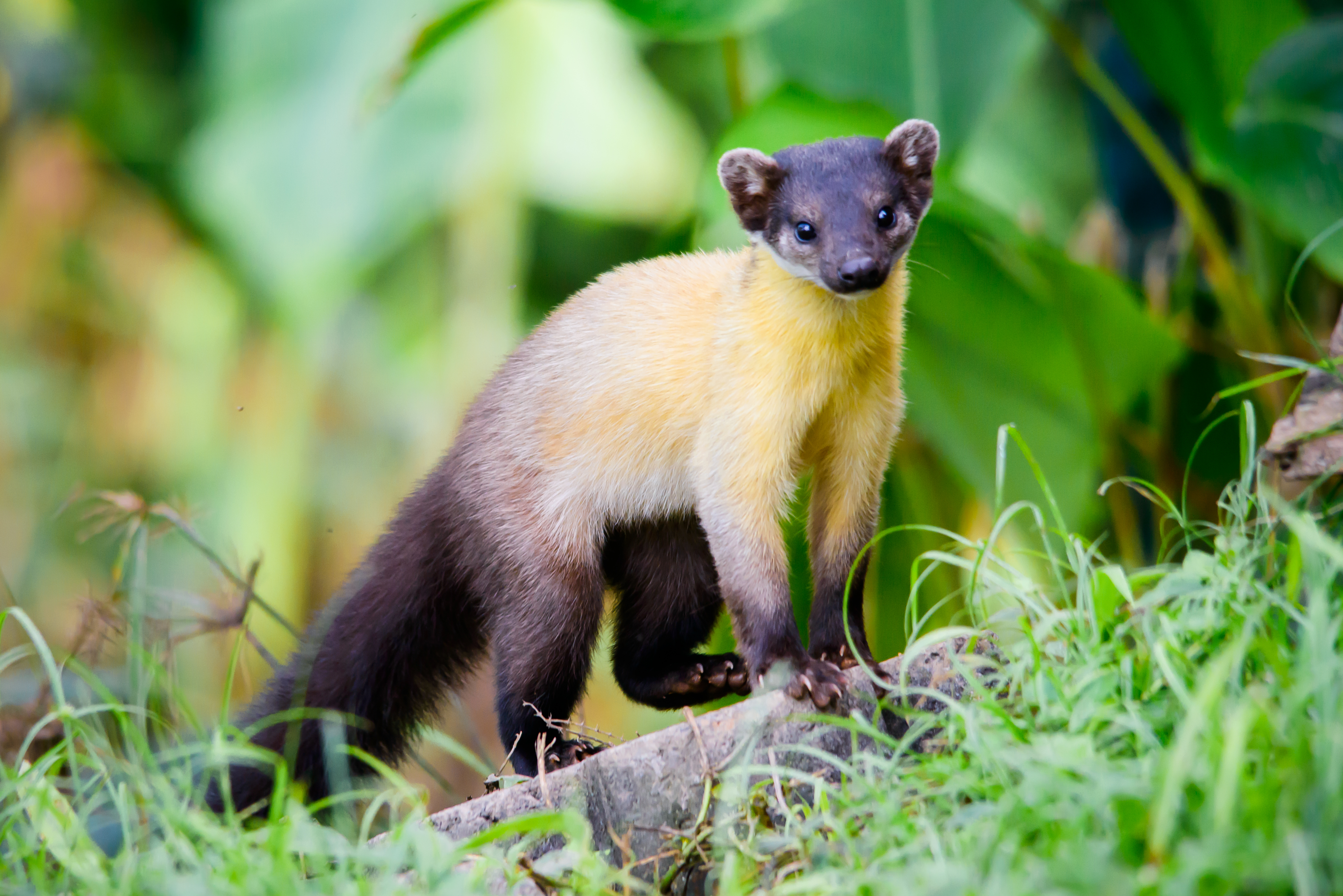
Charza žlutohrdlá v národním parku Kaeng Krachan

Charza žlutohrdlá se řadí mezi kuny souhrnně řazené do rodu Martes. Je velká, robustní, osvalená a mrštná. Dosahuje hmotnosti 1,2 až 5,7 kg a dorůstá délky těla 50 až 72 cm, ocas měří 35 až 44 cm. Samice jsou o málo menší než samci, průměrná hmotnost samic je 2,8 kg a délka 58 cm, samci váží v průměru 3,3 kg a měří 61 cm. Hlava je malá, zploštělá a zašpičatělá (kondylobazální délka lebky je 96 až 113 mm), krk a trup dlouhý, končetiny poměrně krátké, silné, s velkými lysými tlapkami. Chlupy na ocasu jsou krátké a ten tak vypadá relativně delší.
Charza se vyznačuje velmi jedinečným výrazným zbarvením, v němž jsou nicméně určité individuální rozdíly. Dále popsané zbarvení je typické. Hlava je shora černá, po stranách přechází do hnědého a šedého nádechu. Spodní část končetin, hřbet a ocas jsou hnědé, hnědočerné či čistě černé. Krk a přední část trupu mají jasně žlutou barvu, břicho a hrdlo jsou bílé. Srst je poměrně hrubá a lámavá, zvíře proto nemá kvalitní kožešinu. Letní srst bývá kratší, tmavší a matnější než zimní. Anální žlázy mají dva výčnělky a vylučují silně zapáchající látku, jež lze využít k obraně.

## Rozšíření
Charza obývá jižní, jihovýchodní a východní Asii počínaje Afghánistánem na západě až po ruský Dálný východ na východě (Přímořský kraj). Dále žije v severním Pákistánu, severní Indii, Nepálu, Bhútánu, téměř celé Indočíně, Indonésii, Malajsii (ostrovy Sumatra, Jáva a Borneo). Rozšířená je i v Číně (především v jižní a jihovýchodní části), na Tchaj-wanu a na Korejském poloostrově. Vyskytuje se v nadmořské výšce 0 až 4510 metrů.
Jejím biotopem jsou smíšené nebo vždyzelené listnaté lesy, horské lesní oblasti a deštné pralesy. Je schopna snášet i sekundární lesy. V menší míře dokáže zřejmě přebývat i v člověkem výrazně pozměněné krajině včetně plantáží palmy olejné (i když se neví, zda trvale). Nevadí ji poměrně chladné zimy s dlouhotrvající sněhovou pokrývkou.

## Ekologie a chování
Na rozdíl od ostatních kun je charza výrazně denní a poměrně společenský živočich. Teritorium spolu většinou sdílí rodinná skupina, mající 2–5 zvířat, která si společně hledají potravu a loví. Větší množství dat k velikosti území chybí, ale údaje z Thajska hovoří o 1,7 až 11,8 km2. Jako ostatní kunovité šelmy je i charza velmi hravá, často dovádí a honí se v korunách stromů. Honičky jsou také předzvěstí námluv. Charza nemá přirozené nepřátele, dokáže se ubránit dravým ptákům i většině šelem, výjimečně ji loví pouze levharti. Při obraně se uplatňují i pachové žlázy, jejichž sekret dokáže vystříknout podobně jako američtí skunkové. Dokáže zahnat na útěk i loveckého psa. Charza je nebojácný a zvědavý tvor, před člověkem neutíká a často ho zvědavě pozoruje. Dá se snadno ochočit a v Jihovýchodní Asii je často chována jako lovec hlodavců. Některé části jejího těla se uplatňují v tradiční čínské medicíně.

### Rozmnožování
Charzy se zpravidla rozmnožují dvakrát ročně, v březnu nebo dubnu a v červenci, ale na Sibiři a v severní Číně většinou pouze jednou, na jaře.[zdroj?] Březost (včetně odložené) trvá 220 až 290 dní. Samice rodí 2 až 5 mláďat, o které se dlouho stará. Dožívá se 10–12 let. V zajetí to může být až 14. Rekordem ze zajetí je 16 let.

### Potrava

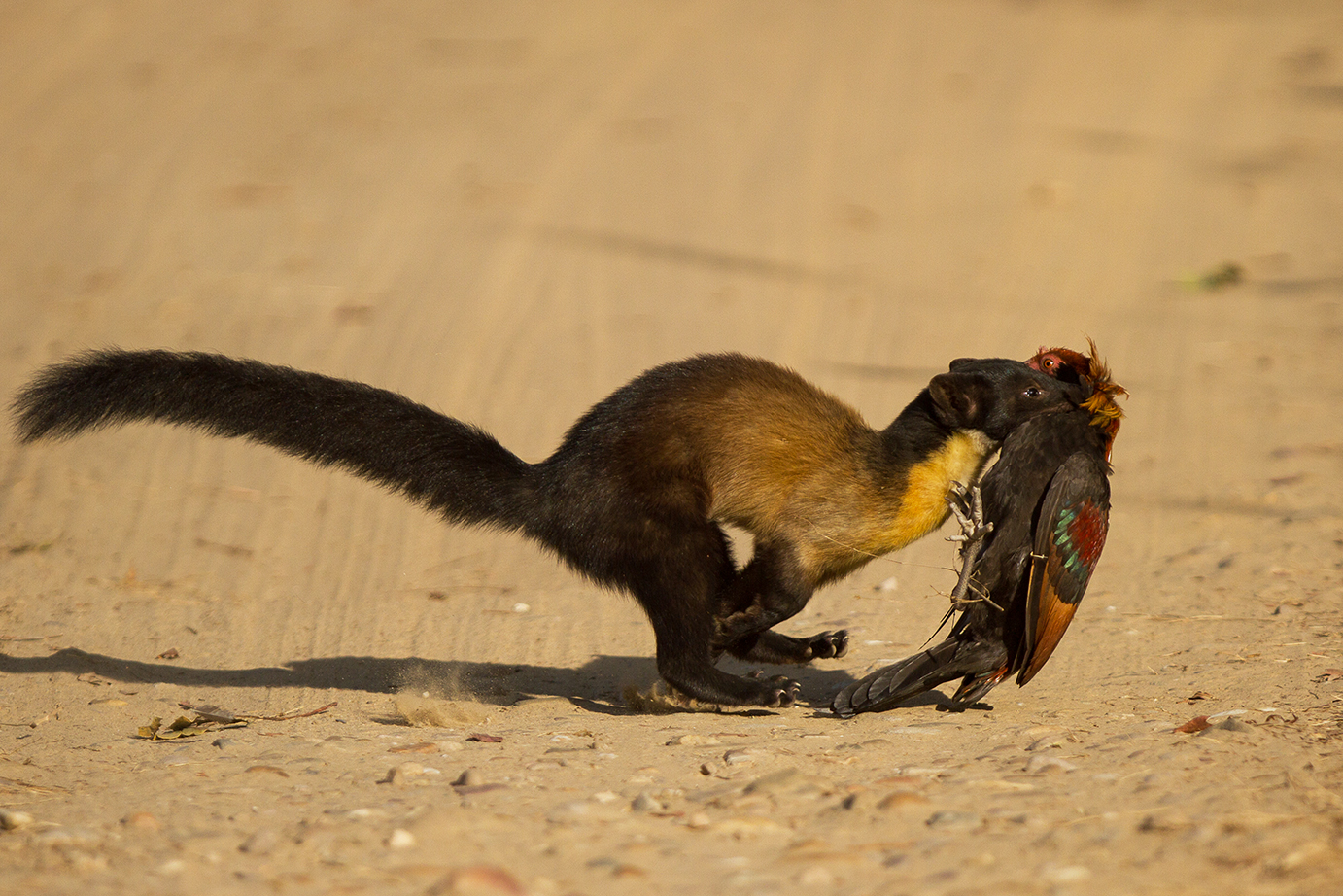
Charza nesoucí zakouslého ptáka

Charza je všežravec, živí se různými plody a semeny, medem, nektarem z květů, houbami, ale také různými živočichy. Její kořistí se stávají hlodavci, pišťuchy, primáti, drobné šelmy (psík mývalovitý, sobol asijský, kolonok), ale také hadi a ryby, například v povodí Amuru se s oblibou živí táhnoucími lososy. Poměrně málo pozornosti věnuje ptákům a jejich vejcím. Její oblíbenou kořistí jsou drobnější druhy kopytníků, zvláště kabar pižmový, muntžak nebo kančil, ale také mláďata goralů, jelenů sika nebo prasat divokých. Při lovu větší kořisti charzy spolupracují, podobně jako vlci. Několik jedinců kořist pronásleduje a nahání k místu, kde číhají jiné charzy, které oběť strhnou. Usmrcování kořisti následně probíhá simultánně. Často útočí skokem z větve. V blízkosti vesnic požírají drůbež a domácí kočky. Není jasné, jak velkou část potravy sestávající z větších zvířat získává lovem a jak velkou požíráním mršin. Některé zdroje nicméně uvádějí, že mršiny charza nekonzumuje.

## Hrozby, vztah s člověkem
Možnou hrozbou pro populaci charzy (přinejmenším v jihovýchodní Asii) je ztráta lesního habitatu, nicméně druh jako celek tímto ohrožen není. Charza se dokáže poměrně dobře vyrovnat s životem v sekundárním lese. Dále je schopna bez větší újmy přežít i lidské lovecké aktivity a to ze dvou důvodů. Za prvé není vyhledávaným zdrojem masa (bush-meat) ani zdrojem pro čínskou medicínou, za druhé se v porovnání s jinými živočichy relativně úspěšněji vyhýbá pastem a loveckým psům díky tomu, že se často pohybuje po stromech. Přes výše napsané přece jen dochází k úbytku populace především ve státech s masivním lovem, jako jsou Laos a Vietnam. V Pákistánu, Afghánistánu, Rusku a KLDR bývá lovena kvůli kožešině, ale to nepředstavuje hrozbu pro celkovou populaci.

### Ochrana
Charza žlutohrdlá požívá právní ochranu v Myanmaru, v Thajsku a v poloostrovní Malajsii. Je uvedena v příloze III CITES (Indie) a v Kategorii II čínského zákona o ochraně volně žijících živočichů. Na červeném seznamu čínských živočichů je vedena jako druh téměř ohrožený. IUCN taxon hodnotí jako málo dotčený.

## Charza žlutohrdlá v zoo
Charza není příliš častým chovancem v zoologických zahradách, i když z ní pěkné zbarvení a denní aktivita činí zajímavého a návštěvnicky vděčného chovance. V Česku ji chovají pouze tyto zoo:
- Zoo Olomouc
- Zoopark Chomutov

Na Slovensku je chována v Zoo Bojnice.